# Ratmanow-Insel
Die Ratmanow-Insel (russisch Остров Ратманова / Ostrow Ratmanowa, Inupiaq Imaqliq), auch Große Diomedes-Insel (englisch Big Diomede Island) genannt, bildet mit der etwa 4 km östlich liegenden Little Diomede Island und dem unbewohnten Fairway Rock (beide gehören zum US-Bundesstaat Alaska) die Gruppe der Diomedes-Inseln. Sie ist der östlichste Punkt Russlands. Das russische Festland im Westen ist 35,68 Kilometer entfernt.
Die in der Beringstraße gelegene Ratmanow-Insel gehört zum Tschukotski Rajon des Autonomen Kreises der Tschuktschen von Russland und bildet dessen östlichstes Gebiet. Sie hat eine Landfläche von 29 km² und wurde früher von etwa 400 Menschen bewohnt, die ihre Insel selbst als Imaqliq bezeichneten. 
Auf der Insel befindet sich die nördlichste Brutkolonie der Rotschnabelalken, einer mittelgroßen Art aus der Familie der Alkenvögel.
Knapp 1,3 km vor ihrer Ostküste verläuft die internationale Datumsgrenze.

## Geschichte
Laut dem First Alaskans Institute waren die ursprünglichen Bewohner der Diomedes-Inseln Angehörige der Iñupiat.
Der erste Europäer, der die Inseln erreichte, war der russische Entdecker Semjon Deschnjow zusammen mit Fedot Popow und Gerassim Ankudinow im Jahre 1648. Die Wiederentdeckung der Diomedes-Inseln erfolgte durch den dänischen Seefahrer (in russischen Diensten) Vitus Bering am 16. August 1728. An diesem Tag wird in der Russisch-Orthodoxen Kirche an den Märtyrer St. Diomedes erinnert.
1732 zeichnete der russische Geodät Michail Gwosdew die Karte der Insel. 1816 glaubte Otto von Kotzebue als Leiter der Rurik-Expedition irrtümlich eine weitere Insel auszumachen, die er nach Makar Iwanowitsch Ratmanow (1772–1834) benannte. Der Name wurde später auf die heutige Ratmanow-Insel übertragen.
Anlässlich des Verkaufs Alaskas durch Russland an die Vereinigten Staaten im Jahre 1867 wurde die neue Grenze zwischen den beiden Nationalstaaten zwischen der Ratmanow-Insel und der Kleinen Diomedes-Insel gezogen. 

### 20./21. Jahrhundert
Nach dem Zweiten Weltkrieg wurde die Urbevölkerung der Ratmanow-Insel zur Übersiedlung auf das russische Festland gezwungen, um grenzüberschreitende Kontakte zu vermeiden. Heute gibt es auf der Insel keine dauerhafte Besiedlung mehr, lediglich eine Wetterstation und einen Posten der Grenzpolizei.
Während des Kalten Kriegs war diese Stelle an der Grenze zwischen der Sowjetunion und den USA auch als „Eis-Vorhang“ (Ice Curtain) bekannt. 1987 schwamm jedoch Lynne Cox von der Kleinen Diomedes-Insel zur Ratmanow-Insel (ungefähr 4 Kilometer) und wurde hierfür gemeinsam von Michail Gorbatschow und Ronald Reagan beglückwünscht.
2012 schaffte der vierfach amputierte Franzose Philippe Croizon, der zuvor Meerengen zwischen anderen Kontinenten bewältigt hatte, die Strecke in derselben Richtung mittels Prothesen und Flossen.